# Arturo Prat
Agustín Arturo Prat Chacón (Ninhue, 3 de abril de 1848 — Iquique, Peru, 21 de maio de 1879) foi um militar, marinheiro e advogado chileno. É considerado o maior herói naval de seu país.

## Carreira
Como soldado, permaneceu na Marinha do Chile entre 1858 e 1879, período em que participou das guerras contra a Espanha (1865-1866) – onde participou das batalhas navais de Papudo e Abtao – e do Pacífico (1879-1884) – onde comandou a corveta Esmeralda na desigual batalha naval de Iquique, na qual morreu.Como advogado, trabalhou entre 1876 e 1879 para resolver tanto assuntos particulares quanto questões relacionadas à marinha; modificou a Lei de Navegação, reformulou o ordenamento jurídico da Marinha e regularizou as promoções naquela instituição.

## Nota e referências
1. ↑  À época Iquique era uma cidade pertencente à República do Peru, e posteriormente passou para o controle chileno com a assinatura do tratado de Ancón (1883) após a guerra do pacífico.
2. ↑  vida de arturo prat (em espanhol). [S.l.]: Andres Bello